# Dypsis antanambensis
Dypsis antanambensis är en enhjärtbladig växtart som beskrevs av Henk Jaap Beentje. Dypsis antanambensis ingår i släktet Dypsis och familjen Arecaceae. IUCN kategoriserar arten globalt som akut hotad. Inga underarter finns listade i Catalogue of Life.